# Sassovo
 (mars 2019).
 (décembre 2022).
Si vous disposez d'ouvrages ou d'articles de référence ou si vous connaissez des sites web de qualité traitant du thème abordé ici, merci de compléter l'article en donnant les références utiles à sa vérifiabilité et en les liant à la section « Notes et références ».
Sassovo (en russe : Сасово) est une ville de l'oblast de Riazan, en Russie ainsi que le centre administratif du raïon de Sassovo. En 2013, elle compte 27 564 habitants.

## Géographie
Sassovo est traversée par la rivière Tsna, dans le bassin de l'Oka. Elle se trouve à 146 km au sud-est de Riazan et à 316 km au sud-est de Moscou.

## Histoire
Le village de Sassovo est fondé en 1626. Selon la légende, ce nom signifie "le marais", dans lequel se cachait Sasa, un défenseur des pauvres et des innocents qui pillait des propriétaires fonciers pour redistribuer tout le trésor aux paysans. 
Les occupations principales des habitants sont alors le travail du bois, la navigation et le commerce via la rivière de Tsna. Au XIXe siècle, la mère de l'écrivain russe Ivan Tourgueniev, Varvara Petrovna, est une des riches propriétaires de Sassovo.
Le village est alors célèbre pour ses marais, mais aussi pour le chemin de fer qui y passe. En 1893, le chemin de fer Moscou-Kazan est ouvert sur la ligne Riazan-Sasovo. Les soviets contrôlent le village à partir de 1917. En 1926 les autorités lui attribuent le statut de ville.
La ville se développe rapidement, jusqu'à compter 10 000 habitants. Il y a alors une usine, une imprimerie, un grand abattoir, un atelier de couture ainsi qu'une corderie. Trois écoles, deux jardins d'enfants, deux bibliothèques et un club des cheminots existent également.
Durant la Seconde Guerre mondiale, des tanks, des instruments, des munitions et des soldats des troupes soviétiques empruntent le chemin de fer dans cette région. Plus de 35 000 habitants de la région de Sassovo sont mobilisés dans la défense de l'URSS et plus de 10 000 meurent. À la fin de la guerre, plus de 5 000 soldats sont décorés des ordres de combat et de médailles. 18 soldats obtiennent le grade d'Héros de l'Union soviétique, et l'un d'eux celui de cavalier complet de l'ordre de la Gloire. En l'honneur des habitants de Sassovo perdus sur les fronts de la Grande Guerre Nationale, un ensemble commémoratif est inauguré. Dans la rue centrale de la ville, le buste de bronze du héros de l'Union soviétique d'A.S. Michinou est érigé.

### Période actuelle
Au début du XXIe siècle, la ville se transforme, avec de nouvelles rues et de nouveaux immeubles. Une usine avec une chaîne de production automatique est construite[pas clair], permettant de donner à la ville une seconde vie. La ville est le centre administratif du raïon de Sassovo. Trois hôtels sont construits pour le tourisme dans la vieille ville, une piscine, un centre commercial et un centre de loisir ont également été construits récemment dans une optique de modernisation de la ville.

## Les armes
Les armes de la ville de Sassovo ont été élaborées par le peintre Mikhaïl Chelkovenko et ont été affirmées par la décision du conseil municipal Sasovsky du 29 mai 1998 №20.

### La description des armes
Les écharpes du blason symbolisent la voie navigable sur la rivière de Tsna (à gauche) et le chemin de fer Moscou-Kazan (à droite). Le câble symbolise la corderie célèbre développée dans le village de Sassovo. Le chapitre rouge du blason rappelle l'incendie de 1928, après lequel la ville a été presque entièrement rebâtie. La couronne stentchataya symbolise le statut de la ville comme du centre de la région, et les pièces d'or le commerce.

## Population
Recensements (*) ou estimations de la population
| 1897* | 1926* | 1939*  | 1959*  | 1970*  | 1979*  |
| ----- | ----- | ------ | ------ | ------ | ------ |
| 6 500 | 8 316 | 17 099 | 20 735 | 27 228 | 30 180 |

| 1989*  | 2002*  | 2010*  | 2012   | 2013   | 2014 |
| ------ | ------ | ------ | ------ | ------ | ---- |
| 35 875 | 30 736 | 28 118 | 27 863 | 27 564 | -    |

## Personnalité
- Nikolaï Fiodorovitch Makarov (1914-1988), ingénieur soviétique.